# 白领绿背织雀
白领绿背织雀（学名：Nesocharis ansorgei）是梅花雀科绿背织雀属的一种，分布于非洲。其全球活动范围有94,000平方千米。
白领绿背织雀分布于布隆迪、刚果民主共和国、卢旺达、坦桑尼亚和乌干达。然而，白领绿背织雀并非常见鸟种。该物种的保护状况被评为无危。